# Пунозначне речи
Пунозначне речи (конституентске речи) јесу све оне речи које саговорнику преносе јасну информацију.

## Пунозначне речи
Са морфолошке тачке гледишта, њима припадају: 
- именице - Иван(а), Ђурисело, Крагујевац, Србија, Балкан, Европа, Земља, Сунце, Кумова слама, Млечни пут, Велики медвед; кревет, сто(лица), радијатор, тепих, покривач, степенице, облак, пано, лист, прстен, шминка; јагњад, грожђе, господа; вода, вино, снег; туга, старост, даљина; севање, деоба, жетва, пливање, патња; маказе, панталоне, Сремски Карловци; двојица;
- заменице - ја, себе/се; ко, шта; неко, нешто; нико, ништа; свако, свашта; овакав, таква, онакво; моји, твоје, њихова; какав, колики; некакве, неколике; који, чији; никоја, ничије; ма које, ма чије, ма какве; било који, било чија, било какви; каква год; свачије;
- придеви - бео, зла, горко; сеоски, градско, мајчина; гвоздена, дрвени, лимене; јесења, зимски, јулски, данашња, ноћна, прошлогодишњи, ондашње; овдашњи, тамошње, горњи, десни; путни, боравишна, здравствено;
- бројеви - два, други, двоје;
- глаголи - седети, седати, сести, пресести;
- прилози - јуче, овде, несрећно, зато, много.

## Непунозначне речи
Речи које откривају своје право значење тек у контакту са пунозначним речима, односно када су употребљене са осталим речима у реченици јесу непунозначне, односно помоћне речи, којима припадају:
- предлози - од, ка, кроз, са, о;
- везници - и, али, само (што); док, кад, јер;
- узвици - хеј, ој, хало;
- речце - да, не, можда, вероватно, ли, баш, ево, ето, ено.

Према врсти лексема, као језичких јединица именовања са стварним светом, речи се деле на: 
- мотивисане - нпр. од ономатопејске речи, узвика пљус, настали су: пљусак, пљускати, пљуснути, пљесак, пљескати, пљуштати и
- немотивисане - све оне које дају јасну представу о ономе што стварно значе, без обзира на то да ли су пунозначне или помоћне речи.

Све врсте речи имају своја индивидуална значења, али могу имати и више значења. Тако настају појаве у језику познатије као: полисемија, хомонимија (хомографи и хомоформи), синонимија и антонимија.

### Полисемија
- Полисемија (грч. polỳ, semeĩon знак) линг. више значења у једне речи, код којих постоји семантичка веза (нпр. пун има значења: испуњен и дебео).[2]
- „Настаје зато што се појам који се означава неком другом речју по некој сличности доводи у везу са појмом означеним употребљеном речју“ (нпр. глава, поред свог основног значење, има још и значења врх ексера; личност која управља породицом/кућом/земљом; почетни део књиге; живот (спасти главу); становник; памет; комад производа (глава шећера); главица (неке биљке – купуса или лука).[3] (може означавати и оно што је супротно од писма на кованом новчићу)
- полисемија, -е ж (нлат. роlуsеmiа од грч. роlýsēmos вишезначан, в. поли-, sȇmа знак) лингв. својство неке речи да има више значења, вишезначност.[4]

### Хомонимија
- Хомонимија (грч. homós, ónoma) грам. једнакозвучност (речи које једнако гласе, а различито значе); двосмисленост; уп. антонимија, синонимија.[5]
- „Појава двеју или више речи (лексема и њихових облика – речи) које су потпуно једнаке по фонетском, графемском и граматичком облику, а које имају потпуно различита значења, значења која нису ни у каквој вези, нити се могу изводити једна из других“ (нпр. бâр као мања кафана и бâр као јединица атмосферског притиска).[6]
- хомонимија ж грч. лингв. својство речи које имају исте облике а различито значење[7]
- хомонимија, -ē ж {грч. homōnymía, према в. хомо-l, -онимија}, лингв. појава да реч или више речи истог гласовног склопа и истог графичког облика имају различито значење или порекло.[8]
- Хомонимија разликује хомографе различите речи истог графемског (словног) састава, али различитог изговора (грâд – насељено место и грȁд – атмосферска појава) и хомоформе речи које се по обличју (распореду гласова) поклапају само у понеком од њихових граматичких облика (број такмичара и број(ати) до десет).[9]
- хомограф (грч. homós исти, заједнички, gráphō цртам) справа за израду перспективних цртежа.[5]
- хомограф, -а м (грч. homographos, homograminos, према в. хомо-1, -граф) лингв. 1. различити гласови (или фонеме) који се означавају истом графемом. 2. реч која се пише исто као и реч другог значења.[10]

### Синонимија
- Синонимија (грч. sinōnymia истоименост, истозначност) лингв. сличност значења, сродност значења; слично значење[11]
- „Појава различитих речи које означавају исти појам“ (благ – питом – кротак; пут – друм – цеста; брзо – хитро – нагло).[12]
- синонимија ж истозначност или сличност значења речи[13]
- синоним м истозначница, блискозначница, сузначница, слично значница, дублет суж[14]
- синонимија, -е ж (грч. sуnōnymia истоименост, истозначност, в. синоним) истозначност, слично, сродно значење.[15]

### Антонимија
- Антонимија (грч. anti, ónyma) лингв. својство супротнога значења неког другој речи; уп. антоними[16]
- „Две или више лексема се 'окупљају' око два значења која су у међусобном односу по изразитој супротности“ и та појава се назива антонимија, „а речи које су у вези по изразито супротним значењима називају се термином антоними“ (живот – смрт, црн – бео, дан – ноћ; доћи – отићи, ући – изаћи, пријатељ – непријатељ).[17]
- антонимија ж лингв. својство неких речи супротног значења, јављање антонима (РСЈ 2007: 37)
- антонимија, -ё ж (в. антоним) лингв. однос између два антонима, супротност значења.[18]